# Polycitor africanus
Polycitor africanus är en sjöpungsart som beskrevs av Monniot 1999. Polycitor africanus ingår i släktet Polycitor och familjen Polycitoridae. Inga underarter finns listade i Catalogue of Life.